# NGC 4044
NGC 4044 (również PGC 38018 lub UGC 7018) – galaktyka eliptyczna (E), znajdująca się w gwiazdozbiorze Panny. Odkrył ją William Herschel 1 stycznia 1786 roku.